# アルゼンチンアリ
アルゼンチンアリ（亜爾然丁蟻、学名: Linepithema humile）はハチ目アリ科カタアリ亜科アルゼンチンアリ属に分類されるアリの一種。世界の侵略的外来種ワースト100選定種であり、日本の侵略的外来種ワースト100選定種でもあり、特定外来生物にも指定されている。雑食性の非常に攻撃的な種で、「一つのコロニーに多数の女王アリが存在する」という特性や、イタリアからスペインに及ぶ巨大コロニーを形成することなど、繁殖力が異常に強いため、駆除や根絶が容易ではなく、ときにおいて生態系を破壊することが世界的に問題視されている。
本種は最初にドイツの昆虫学者グスタフ・L・マイヤーにより、1866年にブエノスアイレス近郊で模式標本が採集され、Hypoclinea humilis として記載され、短期間 Iridomyrmex 属に分類された後、1990年代初期に現在の属へ移された。

## 分布
南アメリカ（アルゼンチン北部、ウルグアイ、パラグアイ、ブラジル南部）が原産地とされるが、現在アメリカ合衆国内ではフロリダ半島を中心とする合衆国本土南東部とカリフォルニア州を中心とする地域、オセアニアにおいてはニュージーランド、イースター島、オーストラリア、ハワイなどほぼ全域で、その他ヨーロッパ、南アフリカで生息が確認されている。
アジアでは記録がなかったが、1993年に日本の広島県廿日市市で初めて採集され、広島市、大竹市、呉市、府中町、山口県岩国市といった周辺地域での定着も確認された。その後兵庫県神戸市のポートアイランド、愛知県田原市、豊橋市、岐阜県各務原市、神奈川県横浜市、京都府京都市伏見区でも生息が確認され、現在11都府県で繁殖が拡大している。

## 特徴
働きアリの体長は約2.5 mm、体高は1.6mm程度で、女王アリは通常その2-4倍程度の大きさ（ただし他のアリと比較して長い触角と足の影響で実際はより大きく見える。）である。体色は遠目には黒く見えるが、近寄ると褐色であることがわかる。他種に比較して脚と触角が長く、それらを振り回してせわしなく動き回る。人目につくときにはたいてい多数の個体からなる行列をなしているのも特徴の一つである。1匹だとそれほどでもないが、多数群れているときにそのうちの1匹潰すと黴くさい臭いがする。
攻撃性が強く、他種のアリの巣を見つけるとこれを襲って、その巣の成虫幼虫含めまるごとエサにする。アリだけでなく、ハチの巣や天敵であるはずの鳥の巣まで襲ってヒナを殺す場合がある。
またよく人家にも侵入し、その場合は人間や家畜が攻撃の対象となる。主な武器は大顎で、これでもって噛み付く。その他腹部先端から分泌する化学物質は、同種間のコミュニケーション作用のほかに他種のアリに対しては行動を阻害する妨害物質として働き、戦闘の際には相手のアリに腹部を擦りつけるのが観察出来る。カタアリ亜科のアリはハリアリ亜科やフタフシアリ亜科のアリのように毒針は持っていないので刺すことはなく、またヤマアリ亜科のアリのように蟻酸を含んだ毒液で攻撃することもないので、噛み付かれても他のアリやハチに攻撃されたときのような症状は起きない。
多女王性であり、一つの巣に複数の女王アリがいる。その割合は、ふつうは働きアリ1,000匹に対して女王アリ8匹程度であるが、後述する超巨大コロニーともなると1,000,000匹以上の働きアリを抱え、女王アリの数は1,000匹以上になる。
行動スピードはとても速く、日本在来種のアリの4倍近いスピードで動ける。気温の一定な市街地を好み、山間部での活動は確認されていない。（NHKの放送より）

## 生態
女王アリは一日に約60卵程度を産み、約2ヶ月で成虫の働きアリとなる。働きアリの寿命は約1年で、気温が5-35℃のときに活動し、低温になる冬季は活動が鈍る。女王アリも20℃以下では産卵しなくなる。
原産地南米の気候に適応しており、雨季に巣が水没し全滅するのを免れるため、頻繁に女王アリを伴い分巣する性質がある。本種は多女王性なので、数頭の女王アリが巣から失われても元の巣が消えることはない。またもとの巣自体からも頻繁にコロニーが引っ越す。他種によく見られる結婚飛行は行わず、女王とオスとは巣の中で交尾する。
土中に巣をつくる場合、深さは20cm程度であり非常に浅い。しかし本種が土中に営巣するのは稀で、それより人工建造物の地上から 150cm 以下の場所にある隙間や壁の割れ目に好んで侵入しそこに営巣する。本種は外皮が柔らかいので約1mmの隙間もかろうじて通り抜けることができ、ゆえに木材の割れ目やコンクリートのヒビのような、非常に狭い隙間にも営巣することができる。車のトランクや、ちょっと置いておいただけのヘルメットの中にすら営巣した例がある。
さらに侵入地域における本種は、個体間の遺伝的多様性に乏しく均一に近いので、異なる巣に属するアリであっても互いに攻撃したり争ったりしないことが知られている。通常は別の巣から来たアリは寄ってたかって袋叩きにされ殺される運命なのだが、本種が侵入した地域では、ある巣に属するアリが他の巣に侵入しても、そのアリは攻撃もしくは排除されることなく、その巣の一員に納まることができる。こういった性質があるため、侵入地域では本種の巣が一定の間隔を置いて連続する場合、それらの巣は同じ集団(コロニー)に属する群れのようにふるまう超巨大コロニーとなる。本種が侵入したヨーロッパやオーストラリアにおいては、その直径が100kmを越す超巨大コロニーが発見されたといった、信じがたい報告がある。
しかし、原産地である南米においては、巣間や地理的に隔離された地域間にもともと遺伝的多様性が生じているので、異なる巣に属するコロニーの間で互いに闘争して排除しあうため、侵入先におけるような超巨大コロニーは形成できない。よって原産地では他種のアリを駆逐することもなく共存している。

## 侵入した経緯
人間や物資の移動に伴い分布を拡大していったと考えられている。日本においては、最初に発見された広島県廿日市市には輸入木材の受け入れ港があり、その周辺から広がっていったことが確認されているので、輸入木材の中に巣食っていた一群が分巣して上陸した可能性が非常に高いとされている。

## 生態系に与える影響
本種は体つきこそ小さいが攻撃性が強く、繁殖力も旺盛なので、数にものを言わせて侵入地域における土着のアリほぼ全種を駆逐根絶することで知られる。本種に侵入されたアフリカのある地域では、この性質により土着のアリに生活環を依存していた特殊な植物が絶滅の危機に追いやられ、カリフォルニアでは主に土着のアリを捕食していたトカゲの1種の個体数が著しく減少した例が知られている。
また、他の多くのアリ同様、甘味が大好物でアブラムシやカイガラムシといった吸汁性のカメムシ目昆虫を、その排泄物(甘露)を目的に保護する性質がある。これら吸汁性昆虫は多くが農業害虫であり、そうでなくても植物を弱らせたり伝染病をうつすので植物の勢いが弱まり、農作物の場合は当然のように収量が減少する。また本種自体も甘い実をつける果樹などを食害する。
前述のように、本種はアメリカ合衆国においても在来種のアリを駆逐しているが、同じく移入種であるオオハリアリとは生息環境を巡って競合状態にある。

## 人間との関係
間接的にも直接的にも農業害虫であると同時に、分巣の際にエサや水を求めて僅かな隙間から人家に侵入するため、不快害虫としてとてつもなく嫌われている。また上述した性質から台所などで本種を見かけた場合、その働きアリの中に2-3頭の女王アリが紛れていることも珍しくはなく、そこがアリにとって居心地がいいとなると家屋の隙間に営巣し繁殖する。営巣されると家をアリに占拠されたのと同じで、布団の中にまで入り込んで人を噛んだり、鼻や口などから入り込むことがあり、住み着かれるとしばしば住民は睡眠障害に陥る。
また本種はエアコン、ヒートポンプ、電話交換機、交通信号、ガソリンポンプ、進入灯、通信ケーブル、電気機器などに侵入し、誤動作や故障を引き起こすことがある。いずれもアリが機器内に設置された継電器の接点を渡ったり、そこで感電死して接点間が短絡し、破損することが原因である。

## 駆除法ならびに防除法
世界的に広まっていることからもわかるように、生態上の理由から本種の根絶は容易ではない。環境庁のガイドラインに則った、早期発見及び適切な初期対応・計画的な防除が勧められる。
以下に幾つかの駆除法や防除法をあげておくが、後述されるとおり、行政レベルでの広域駆除が最も効果を発揮することを念頭におくべきである。

### 殺虫剤を用いた方法
虫そのものに対してではなく、巣に向かって殺虫剤を吹き付けるのがコツである。壁の隙間や割れ目など、アリが潜んでいると思われる場所にはノズルを用いてその内部に直接噴射する。またアリに対する忌避成分を含んだ噴霧型殺虫剤を窓枠や家の周囲などに吹き付けておくことで、アリの侵入を防ぐことができる。本種は雨天時に雨を避けるため人家に侵入する性質があるので、雨天前にするのが効果的である。ただし英語版 Wikipedia には、殺虫剤は女王に産卵を促し、問題をさらに悪化させるだけだとの記述がある。
また粉末型の殺虫剤も同様の使い方ができる。粉末型はアリを殺すことはないのだが、接触するとアリはこれを避けるので家屋への侵入の防除に役立つ。

### 毒餌を用いた方法
市販や自家製のえさ型殺虫剤や液体型殺虫剤は、アリの性質をうまく利用した殺虫剤である。よく知られているように、アリは餌を巣に持ち帰り、それを女王や幼虫と分け合う。えさ型殺虫剤はそうやって女王や幼虫にまで毒を盛る殺虫剤である。固形タイプのえさ型殺虫剤は、巣やアリの行列の近くに置いておくが、長期間同じ場所に置いておくとアリが警戒し寄り付かなくなるので時おり置き場所を変えてやる必要がある。
またアリはグルーミングといって互いの身体を舐めあう性質がある。遅効性の液体型殺虫剤は、外を歩き回っているアリに散布して、グルーミングにより巣の中にいるアリにまで殺虫成分を浸透させ、巣丸ごと全滅させる殺虫剤である。この種の殺虫剤にはアリの虫体に直接ふりかけるものもあるが、えさ型殺虫剤と効果を一にした簡単な自家製のものもあるのでその製法を記しておく。これをアリが蔓延している場所へ底の浅い皿に入れておくとよい。
ホウ酸 小さじ1/4
水 大さじ3
砂糖 大さじ1
ホウ酸は熱湯にしか溶けないので、水の温度が低い場合は砂糖などと混ぜて電子レンジにかけると良い。作り置きして少量ずつ皿に移して使うのも良いが、ペットや幼児が舐めたりしないよう保管場所には気をつけるべきである。これは皿に移した方についても同様である。
この毒餌は、アリの体内で脱水症状を引き起こし、水がアリやその幼虫の体から徐々に奪われる。その後体内でホウ酸が結晶化するので、アリや幼虫の消化管は傷つけられ、結果死に至るというものである。
2013年に国立環境研究所などが、殺虫剤フィプロニルを混ぜた餌を用いた効率的な駆除する方法を開発したと発表した。この餌を用いた実験では4カ月で生息数が1/5に減り、一方で置かなかった地区では84倍に増えたという。

### 現在研究中の方法
アルゼンチンアリのフェロモンを使う方法について現在研究がなされている。アリの外骨格は、炭化水素の混合物で覆われている。この物質はその成分や成分比などが群れによって異なり、アリはそれを化学的に分析して相手が仲間かどうかを見分けている。このフェロモンに類似した合成物質はすでに開発されており、この合成物質がアリを騙すことができるなら、合成物質が体表に付着したアリは他のアリに他のコロニーのメンバーと間違えられ仲間に殺される。この合成物質が成功するか否かは製造コストや、方法の容易さ、アリ以外の生物に対する毒性、再使用が効くか否かといった条件にかかっている。また他の方法と組み合わせることでもっと効果的な防除が期待できる可能性がある。